# /usr
/usr (от англ. User System Resources — системные ресурсы пользователя) — каталог в UNIX-подобных системах, содержащий динамически компонуемые программы, файлы пользователей и программы, устанавливаемые вручную. В соответствии с FHS, монтируется на корневую файловую систему и должен содержать только не изменяющиеся программами данные (то есть /usr в режиме эксплуатации может быть смонтирован в режиме «только для чтения» без ущерба для функциональности).
| /usr/         | Вторичная иерархия для данных пользователя; содержит большинство пользовательских приложений и утилит, используемых в многопользовательском режиме. Может быть смонтирована по сети только для чтения и быть общей для нескольких машин. |
| /usr/bin/     | Дополнительные программы для всех пользователей, не являющиеся необходимыми в однопользовательском режиме. |
| /usr/include/ | Стандартные заголовочные файлы. |
| /usr/lib/     | Библиотеки для программ, находящихся в /usr/bin/ и /usr/sbin/. |
| /usr/sbin/    | Дополнительные системные программы (такие как демоны различных сетевых сервисов). |
| /usr/share/   | Архитектурно-независимые общие данные. |
| /usr/src/     | Исходные коды (например, здесь располагаются исходные коды ядра). |
| /usr/X11R6/   | X Window System, версии 11, релиз 6. |
| /usr/local/   | Третичная иерархия для данных, специфичных для данного хоста. Обычно содержит такие подкаталоги, как bin/, lib/, share/. |